# Ficus fresnoensis
Ficus fresnoensis là một loài thực vật có hoa trong họ Moraceae. Loài này được Dugand mô tả khoa học đầu tiên năm 1943.